# NGC 7500
NGC 7500 este o galaxie lenticulară situată în constelația Pegas. A fost descoperită în 8 august 1886 de către Lewis A. Swift.